# Кожокарени (Сучава)
Кожокарени (рум. Cojocăreni) насеље је у Румунији у округу Сучава у општини Замостеа. Oпштина се налази на надморској висини од 307 m.

## Становништво
Према подацима из 2002. године у насељу је живело 157 становника, од којих су сви румунске националности.